# Brianka (Ouda)
La Brianka (en russe : Брянка) est une rivière de Russie d'Asie qui coule en république de Bouriatie. C'est un affluent en rive gauche de l'Ouda, elle-même tributaire de l'Ienisseï par la Selenga puis par l'Angara.

## Géographie
La Brianka prend sa source dans la vaste région de moyenne montagne qui, située à l'est de la Bouriatie, constitue le prolongement sud-ouest du plateau de Vitim (en russe : Витимское плоскогорье, Vitimskoïe ploskogorie), et qui jouxte les monts Iablonovy au nord-ouest. La rivière coule globalement du sud vers le nord.
La Brianka est prise par les glaces pendant la seconde quinzaine du mois d'octobre ou au début du mois de novembre. Elle reste gelée jusque fin avril ou début mai.

## Affluent
- l'Ilka (Илька) (rive droite)

## Villes traversées
- Novaïa Brian (Новая Брянь)
- Zaïgraïevo

## La Brianka et le Transsibérien
La section Oulan-Oudé-Tchita de la ligne ferroviaire du Transsibérien longe le cours inférieur de la Brianka, depuis son point de confluence avec l'Ouda jusqu'au confluent Brianka-Ilka. Plus loin vers l'est la ligne longe l'Ilka, puis aborde le bassin de la Baliaga, affluent du Khilok, en direction de la ville de Tchita.

## Hydrométrie - Les débits mensuels à la station RZD.N28
La Brianka est une rivière peu abondante et très irrégulière. Son débit a été observé pendant 29 ans (de 1954 à 1982) à la station RZD.N28, située à 12 kilomètres de sa confluence 
avec l'Ouda, à une altitude de 542 mètres. 
Le débit inter annuel moyen ou module observé durant cette période était de 4,36 m3/s pour une surface étudiée de 4 400 km2, c'est-à-dire la presque totalité du bassin versant de la rivière. La lame d'eau écoulée dans ce bassin versant se monte ainsi à 31 millimètres par an, ce qui doit être considéré comme franchement médiocre, même dans le cadre du centre-sud de la Bouriatie, région qui connaît un écoulement assez modéré. 
Rivière alimentée par la fonte des neiges, mais aussi par les pluies de l'été, la Brianka est un cours d'eau de régime nivo-pluvial. 
Les hautes eaux se déroulent de la fin du printemps jusqu'à l'automne, du mois d'avril au mois d'octobre inclus, avec un sommet en mai qui correspond au dégel et à la fonte des neiges. Le bassin bénéficie de précipitations en toutes saisons. Elles tombent sous forme de pluie en été, ce qui explique que les débits de juillet à septembre-octobre soient soutenus. En octobre puis en novembre, le débit chute rapidement, ce qui constitue le début de la période des basses eaux. Celle-ci a lieu de fin-novembre à mars inclus, et correspond aux gelées intenses qui s'abattent sur toute la Sibérie. 
Le débit moyen mensuel observé en mars (minimum d'étiage) est de 0,22 m3/s, alors que le débit moyen du mois de mai se monte à 12,1 m3/s, ce qui signe des variations saisonnières d'amplitude très élevée. Sur la durée d'observation de 26 ans, le débit mensuel minimal a été de 0,010 m3/s (dix litres) en mars 1962, tandis que le débit mensuel maximal s'élevait à 40,3 m3/s en mai 1966.
En ce qui concerne la période estivale, libre de glaces (de mai à septembre inclus), le débit mensuel minimal observé a été de 2,52 m3/s en juillet 1981. 